# Olivgrön

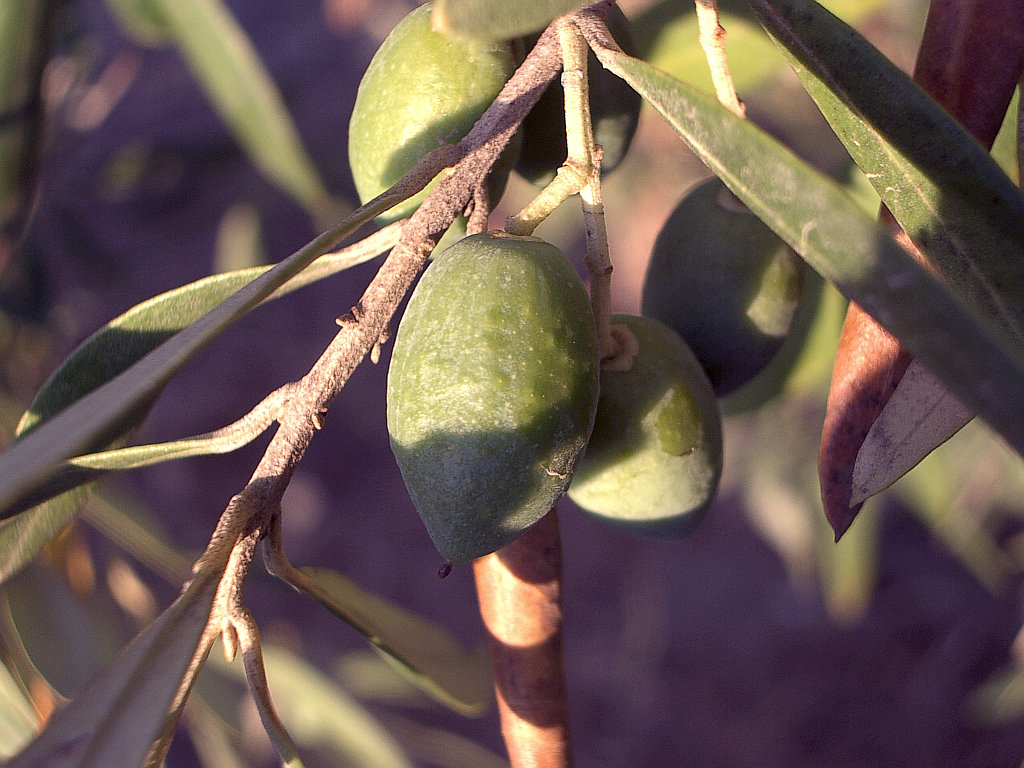
Olivkvist

Färgordet olivgrön används för mörka och gråaktiga gröngula färger. En av de ursprungliga 16 HTML-färgerna kallas olivgrön, se boxen nedan för dess koordinater.